# Nauvay
Nauvay é uma comuna francesa na região administrativa do País do Loire, no departamento de Sarthe. Estende-se por uma área de 2.71 km². Em 2010 a comuna tinha 12 habitantes (densidade: 4,4 hab./km²).